# 150-я танковая бригада
150-я отдельная танковая Киевско-Коростеньская Краснознамённая орденов Суворова, Кутузова и Богдана Хмельницкого бригада — танковая бригада Красной армии ВС СССР, в годы Великой Отечественной войны.
Условное наименование — войсковая часть полевая почта (в/ч пп) № 78003.
Сокращённое наименование — 150 отбр

## История формирования
150-я танковая бригада сформирована из частей расформированной 50-й танковой дивизии, на основании приказа Брянского фронта № 010 от 8 сентября 1941 года в посёлке Дерюгино Дмитриевского района Курской области. Формирование и обучение бригады было проведено в сжатые сроки с 9 по 16 сентября 1941 года. 150-й танковый полк бригады был сформирован из 99-го и 100-го танковых полков 50-й танковой дивизии, на укомплектование остальных частей бригады также был обращён личный состав 50-й дивизии. Бригада получила пополнение из 12 танков Т-34 и 8 танков Т-50.

## Участие в боевых действиях
Период вхождения в действующую армию: 17 сентября 1941 года — 11 мая 1945 года.
В январе 1943 года старший лейтенант Захарченко и механик-водитель старший сержант Кривко, отражая контратаки танков и израсходовав снаряды, со всей своей ротой Т-70 пошли на таран немецких танков. Захарченко протаранил два танка и взял в плен командира и начальника штаба 100-го батальона огнемётных танков вермахта.
4 июля 1945 года 150-я отдельная танковая бригада была переформирована в 150-й тяжёлый танкосамоходный Киевско-Коростеньский Краснознамённый орденов Суворова, Кутузова и Богдана Хмельницкого полк. В феврале 1947 года 150-й танкосамоходный полк вошёл в состав 95-й гвардейской стрелковой дивизии, расформирован осенью 1955 года.

## Состав
На момент формирования:
- Управление бригады (штат № 010/75)
- Рота управления (штат № 010/504)
- Разведывательная рота (штат № 010/77)
- 150-й танковый полк (штат № 010/78)
- 150-й моторизованный стрелково-пулемётный батальон (штат № 010/79)
- Зенитный дивизион (штат № 010/80)
- Ремонтно-восстановительная рота (штат № 010/81)
- Автотранспортная рота (штат № 010/82)
- Медико-санитарный взвод (штат № 010/83)

С 1 января 1942 года:
- Управление бригады (штат № 010/303)
- Рота управления (штат № 010/304)
- Разведывательная рота (штат № 010/305)
- 1-й отдельный танковый батальон (штат № 010/306)
- 2-й отдельный танковый батальон (штат № 010/306)
- Мотострелково-пулемётный батальон (штат № 010/307)
- Ремонтно-восстановительная рота (штат № 010/308)
- Автотранспортная рота (штат № 010/309)
- Медико-санитарный взвод (штат № 010/310)

С конца апреля — начала мае 1942 года:
- Управление бригады (штат № 010/345)
- 1-й отдельный танковый батальон (штат № 010/346)
- 2-й отдельный танковый батальон (штат № 010/346)
- Моторизованный стрелковый батальон (штат № 010/347)
- Истребительно-противотанковая артиллерийская батарея (штат № 010/348)
- Зенитная батарея (штат № 010/349)
- Рота управления (штат № 010/350)
- Рота технического обеспечения (штат № 010/351)
- Медико-санитарный взвод (штат № 010/352)

С июля 1944 года:
- Управление бригады (штат № 010/500)
- 1-й отдельный танковый батальон (штат № 010/501)
- 2-й отдельный танковый батальон (штат № 010/501)
- 3-й отдельный танковый батальон (штат № 010/501)
- Моторизованный батальон автоматчиков (штат № 010/502)
- Зенитно-пулемётная рота (штат № 010/503)
- Рота управления (штат № 010/504)
- Рота технического обеспечения (штат № 010/505)
- Медико-санитарный взвод (штат № 010/506)

## В составе
| Подчинение     | Подчинение           | Подчинение                  | Подчинение | Подчинение            |
| Дата           | Фронт (округ)        | Армия                       | Корпус     | Примечания            |
| -------------- | -------------------- | --------------------------- | ---------- | --------------------- |
| 1.09.1941 года | Брянский фронт       | Оперативная группа Ермакова | -          | -                     |
| 1.10.1941 года | Брянский фронт       | Оперативная группа Ермакова | -          | -                     |
| 1.11.1941 года | Брянский фронт       | 13-я армия                  | -          | -                     |
| 1.12.1941 года | Юго-Западный фронт   | 3-я армия                   | -          | -                     |
| 1.01.1942 года | Брянский фронт       | -                           | -          | -                     |
| 1.02.1942 года | Брянский фронт       | 3-я армия                   | -          | -                     |
| 1.03.1942 года | Брянский фронт       | 3-я армия                   | -          | -                     |
| 1.04.1942 года | Брянский фронт       | 3-я армия                   | -          | -                     |
| 1.05.1942 года | Брянский фронт       | 3-я армия                   | -          | -                     |
| 1.06.1942 года | Брянский фронт       | 3-я армия                   | -          | -                     |
| 1.07.1942 года | Брянский фронт       | 3-я армия                   | -          | -                     |
| 1.08.1942 года | Брянский фронт       | -                           | -          | -                     |
| 1.09.1942 года | Брянский фронт       | 38-я армия                  | -          | -                     |
| 1.10.1942 года | Брянский фронт       | 38-я армия                  | -          | -                     |
| 1.11.1942 года | Брянский фронт       | 38-я армия                  | -          | -                     |
| 1.12.1942 года | Брянский фронт       | 38-я армия                  | -          | -                     |
| 1.01.1943 года | Воронежский фронт    | -                           | -          | Фронтового подчинения |
| 1.02.1943 года | Воронежский фронт    | 60-я армия                  | -          | -                     |
| 1.03.1943 года | 60-я армия           | -                           | -          | -                     |
| 1.04.1943 года | Центральный фронт    | 60-я армия                  | -          | -                     |
| 1.05.1943 года | Центральный фронт    | 60-я армия                  | -          | -                     |
| 1.06.1943 года | Центральный фронт    | 60-я армия                  | -          | -                     |
| 1.07.1943 года | Центральный фронт    | 60-я армия                  | -          | -                     |
| 1.08.1943 года | Центральный фронт    | 60-я армия                  | -          | -                     |
| 1.09.1943 года | Центральный фронт    | 60-я армия                  | -          | -                     |
| 1.10.1943 года | Центральный фронт    | 60-я армия                  | -          | -                     |
| 1.11.1943 года | 1-й Украинский фронт | 60-я армия                  | -          | -                     |
| 1.12.1943 года | 1-й Украинский фронт | 60-я армия                  | -          | -                     |
| 1.01.1944 года | 1-й Украинский фронт | 13-я армия                  | -          | -                     |
| 1.02.1944 года | 1-й Украинский фронт | 13-я армия                  | -          | -                     |
| 1.03.1944 года | 1-й Украинский фронт | 13-я армия                  | -          | -                     |
| 1.04.1944 года | 1-й Украинский фронт | 13-я армия                  | -          | -                     |
| 1.05.1944 года | 1-й Украинский фронт | 3-я гвардейская армия       | -          | -                     |
| 1.06.1944 года | 1-й Украинский фронт | 3-я гвардейская армия       | -          | -                     |
| 1.07.1944 года | 1-й Украинский фронт | 3-я гвардейская армия       | -          | -                     |
| 1.08.1944 года | 1-й Украинский фронт | 3-я гвардейская армия       | -          | -                     |
| 1.09.1944 года | 1-й Украинский фронт | 3-я гвардейская армия       | -          | -                     |
| 1.10.1944 года | 1-й Украинский фронт | 3-я гвардейская армия       | -          | -                     |
| 1.11.1944 года | 1-й Украинский фронт | 3-я гвардейская армия       | -          | -                     |
| 1.12.1944 года | 1-й Украинский фронт | 3-я гвардейская армия       | -          | -                     |
| 1.01.1945 года | 1-й Украинский фронт | 3-я гвардейская армия       | -          | -                     |
| 1.02.1945 года | 1-й Украинский фронт | -                           | -          | -                     |
| 1.03.1945 года | 1-й Украинский фронт | 5-я гвардейская армия       | -          | -                     |
| 1.04.1945 года | 1-й Украинский фронт | 5-я гвардейская армия       | -          | -                     |
| 1.05.1945 года | 1-й Украинский фронт | 5-я гвардейская армия       | -          | -                     |

## Командование бригады

### Командиры бригады
- Бахаров, Борис Сергеевич (09.09.1941 — 24.06.1942[5]), полковник;
- Сафронов, Иван Васильевич[6] (25.06.1942 — 15.08.1943), подполковник, полковник;
- Угрюмов, Степан Иванович[7] (16.08.1943 — 15.12.1943), подполковник, с 9.09.1943 полковник;
- Пушкарёв, Сергей Филиппович (16.12.1943 — 15.04.1945), полковник;
- Шевченко, Марк Терентьевич[8] (16.04.1945 — 04.07.1945), полковник[9][10]

### Заместители командира по строевой части
- Носов, Алексей Филиппович[11] (09.09.1941 — 04.1942), майор;
- Каплюченко, Фёдор Кузьмич[12] (30.07.1942 — 30.09.1942), подполковник;
- Баранюк, Василий Никифорович (05.11.1942 — 1943), майор, подполковник;
- Шешуков, Алексей Архипович (на 10.1943), майор

### Военные комиссары бригады, с 09.10.1942 — заместители командира бригады по политической части
- Аплеснин Иван Михайлович (09.09.1941 — 25.06.1942), старший батальонный комиссар, полковой комиссар;
- Масленный Александр Григорьевич (25.06.1942 — 01.07.1942), старший батальонный комиссар[5](ВРИД);
- Аплексин Иван Михайлович (01.07.1942 — 13.01.1943), полковой комиссар, с 5.12.1942 полковник (умер от ран 15.01.1943);
- Авраменко Родион Лазаревич (27.01.1943 — 19.06.1943), старший батальонный комиссар, с 13.02.1943 подполковник[13]

### Начальники штаба бригады
- Шуренков Пётр Карпович[14] (09.09.1941 — 03.01.1942), майор;
- Маряхин, Сергей Степанович (04.01.1942 — 07.03.1942), майор (ВРИД);
- Шуренков Пётр Карпович (09.03.1942 — 15.03.1942), майор;
- Маряхин, Сергей Степанович (16.03.1942 — 17.03.1942), майор;
- Сафронов Иван Васильевич (18.03.1942 — 24.06.1942), майор, с 19.04.1942 подполковник;
- Гурик Василий Евгеньевич (24.06.1942 — 27.07.1942), капитан (ВРИД);
- Зудин Николай Александрович (28.07.1942 — 17.08.1942), подполковник (убит в бою 17.08.1942);
- Очкасов Алексей Матвеевич (18.08.1942 — 26.08.1942), майор (ВРИД);
- Кирилкин Семён Исаевич (27.08.1942 — 08.06.1943), майор;
- Охрименко Николай Фёдорович (09.06.1943 — 28.07.1943), майор (ВРИД);
- Силантьев Василий Григорьевич (29.07.1943 — 01.03.1944), подполковник;
- Верещак Григорий Иванович (02.03.1944 — 15.03.1944), майор (ВРИД);
- Панченко (14.03.1944 — 15.06.1944), гвардии полковник;
- Сальников (16.06.1944 — 02.10.1944), гвардии майор[15];
- Верещак Григорий Иванович (03.10.1944 — 15.10.1944), майор (ВРИД);
- Тонкопий Дмитрий Денисович (16.10.1944 — 04.07.1945), подполковник

### Начальники политотдела, с 19.06.1943 он же заместитель командира по политической части
- Целуйко Фёдор Николаевич (17.09.1941 — 25.03.1942), батальонный комиссар;
- Масленный Александр Григорьевич (25.03.1942 — 05.09.1942), старший батальонный комиссар;
- Столярчук, Флор Евстафьевич (05.09.1943 — 14.07.1944), старший батальонный комиссар, с 5.12.1942 гвардии подполковник, с 10.08.1943 гвардии полковник (погиб 14.07.1944);
- Парочкин Иван Иванович (21.07.1944 — 04.07.1945), майор, с 8.01.1945 гвардии подполковник[13]

## Награды и почётные наименования
| Награда (наименование)                | Дата награждения                                                            | За что получена |
| ------------------------------------- | --------------------------------------------------------------------------- | --- |
| Почётное наименование «Киевская»      | присвоено приказом Верховного главнокомандующего от 6 ноября 1943 года      | в ознаменование одержанной победы и отличие в боях за освобождение города Киев                                                                                  |
| Почётное наименование «Коростеньская» | присвоено приказом Верховного главнокомандующего от 18 ноября 1943 года     | в ознаменование одержанной победы и отличие в боях за освобождение города Коростень                                                                             |
| Орден Красного Знамени                | награждена указом Президиума Верховного Совета СССР от 19 февраля 1945 года | за образцовое выполнение заданий командования в боях с немецкими захватчиками, за овладение городом Кельце и проявленные при этом доблесть и мужество           |
| Орден Суворова II степени             | награждена указом Президиума Верховного Совета СССР от 7 февраля 1944 года  | за образцовое выполнение боевых заданий командования на фронте борьбы с немецкими захватчиками и проявленные при этом доблесть и мужество                       |
| Орден Кутузова II степени             | награждена указом Президиума Верховного Совета СССР от 26 апреля 1945 года  | за образцовое выполнение заданий командования в боях с немецкими захватчиками при овладении городами Штрелен, Рыбник и проявленные при этом доблесть и мужество |
| Орден Богдана Хмельницкого II степени | награждена указом Президиума Верховного Совета СССР от 4 июня 1945 года     | за образцовое выполнение заданий командования в боях с немецкими захватчиками при овладении городом Дрезден и проявленные при этом доблесть и мужество          |

## Отличившиеся воины
| Награда | Ф. И. О.                        | Должность                                                                                  | Звание                                      | Дата награждения | Примечания |
| ------- | ------------------------------- | ------------------------------------------------------------------------------------------ | ------------------------------------------- | ---------------- | --- |
|         | Артёменко, Александр Николаевич | заместитель командира орудия — наводчик противотанковой батареи                            | Ефрейтор                                    | 17.10.1943       | |
|         | Асессоров, Иван Фёдорович       | заместитель командира мотострелкового батальона                                            | Капитан Бронетанковых войск Красной Армии   | 17.10.1943       | |
|         | Ачкасов, Яков Михайлович        | командир танко-десантной роты автоматчиков моторизованного стрелково-пулемётного батальона | Лейтенант Бронетанковых войск Красной Армии | 17.10.1943       | |
|         | Безруков, Николай Григорьевич   | командир 1-го танкового батальона                                                          | Майор Бронетанковых войск Красной Армии     | 17.10.1943       | 11.03.1945 в бою на подступах к польскому городу Штригау был тяжело ранен и через шесть дней умер в госпитале |
|         | Захарченко, Павел Фёдорович     | заместитель командира 1-го танкового батальона                                             | Капитан Бронетанковых войск Красной Армии   | 17.10.1943       | 25.11.1943 погиб в бою за город Коростень                                                                     |
|         | Калачёв, Александр Васильевич   | командир танка Т-70 1-го танкового батальона                                               | Лейтенант Бронетанковых войск Красной Армии | 17.10.1943       | 8.10.1943 погиб в бою, похоронен в Страхолесье                                                                |
|         | Столярчук, Флор Евстафьевич     | заместитель командира бригады по политчасти                                                | гвардии                                     | 23.09.1944       | 14.07.1944 погиб в бою у села Подберезье Гороховского района Волынской области                                |
|         | Трайнин, Пётр Афанасьевич       | механик-водитель танка Т-34 1-го танкового батальона                                       | гвардии                                     | 17.10.1943       | |